# Las noches de tal y tal
Las noches de tal y tal fue un programa español de televisión, emitido por la cadena Telecinco en el verano de 1991, con presentación del entonces presidente del club de fútbol Atlético de Madrid y alcalde de Marbella, Jesús Gil y Gil, el joven Pepe Da-Rosa Jr. y la actriz venezolana Jeannette Rodríguez.

## Formato
Emitido desde Marbella, fue uno de los principales exponentes de la filosofía y estética de la programación de Telecinco en sus primeros años de emisión; se trataba de un espacio que combinaba entrevistas, humor (a cargo de Santiago Urrialde) y actuaciones musicales, y estaba diseñado en torno a la fuerte personalidad de su presentador, que solía aparecer en pantalla opinando sobre las más diversas cuestiones, sumergido en una bañera y rodeado de mujeres en bikini.

## Audiencia
El espacio tuvo una enorme repercusión mediática en su momento, alcanzando en su estreno una cuota de pantalla del 40 %.